# Éric Spadiny
Éric Spadiny est un footballeur français, né le 28 septembre 1963 à Lyon, ayant évolué notamment à l'Olympique lyonnais au poste d'attaquant.
Il a joué 21 matchs en Division 1 (1 but) et 199 en Division 2 (44 buts). Il a également été international espoir.

## Carrière
Formé à l'Olympique Saint-Maurice (club dont son père Roger deviendra par la suite président), il intègre ensuite le centre de formation de l'Olympique lyonnais. Il commence sa carrière en Division 1 avec l'OL avant de poursuivre avec ce club en Division 2. Il continue sa carrière, toujours en Division 2, au Limoges Football Club, au Puy et à Bourges. Il termine sa carrière à l'EDS Montluçon à l'équivalent du niveau CFA actuel.
Éric Spadiny se reconvertit ensuite en entraîneur : en 2012-2013, il entraîne l'Union Sportive Lignerolles Lavault-Sainte-Anne (PH).